# Kratka povijest vremena
Kratka povijest vremena (eng. A Brief History of Time), autora profesora Stephena Hawkinga, fizičara i jednog od najblistavijih umova na prijelazu iz 20. u 21. stoljeće, najpoznatija je kozmološka knjiga na svijetu. Ovu kultnu knjigu o postanku i kraju svemira Hawking je prvi put objavio 1988. godine. Knjiga je munjevitom brzinom postala bestseler i do danas je prodana u više od devet milijuna primjeraka. Također se našla i na top listi bestselera londonskog Sunday Timesa i tamo se zadržala rekordnih 237 tjedana.

## Ekranizacija
1991. redatelj Errol Morris napravio je istoimeni dokumentarni film. Za razliku od knjige, tema njegovog dokumentarca je prvenstveno biografija Stephena Hawkinga.